# Maria Campbell
Maria Campbell (1940) és una escriptora, dramaturga, cineasta, professora i activista nascuda al Canadà.
És autora del llibre Mestissa (Club Editor, 2020), originalment publicat al 1973 i considerat com una obra clau pel renaixement de la literatura indígena al Canadà. Ha escrit contes per a nens métis, obres de teatre i guions per a pel·lícules, entre elles Red Dress (1978), un curt de Michael Scott inspirat en la seva autobiografia. La seva obra de teatre Flight va ser la primera producció aborigen estrenada al Canadà. Campbell ha treballat sempre enllaçant formes diverses d'art modern amb les tradicions aborígens i mestisses. Durant la seva carrera ha estat mentora de molts artistes aborígens i ha treballat amb joves en teatre comunitari. S'ha encarregat de traduir la narrativa oral cree a l'anglès, i ha fet recerca sobre història métis i tradicions orals a les universitats de Saskatchewan, Manitoba i Alberta. Forma part de la Comissió de Justícia Aborigen de Saskatchewan i és membre de les Grandmothers for Justice Society. Campbell és oficial de l'Orde del Canadà i té cinc doctorats honoris causa.

## Obra publicada
Llista amb algunes de les seves obres més destacades

### Llibres i obres de teatre
- Stories of the Road Allowance People (1995)
- The Book of Jessica (coguionista) (1989)
- Achimoona (editor) (1985)
- Little Badger and the Fire Spirit (1977)
- Riel's People (1976)
- People of the Buffalo (1975)
- Halfbreed (1973)

### Audiovisual
- Wapos Bay posa la veu en idioma cree a "The Hardest Lesson" de 2009, emesa el 2010 per l'Aboriginal Peoples Television Network
- Journey to Healing (Guionista/Directora) (1995)
- La Beau Sha Sho (Guionista/Directora) (1994)
- Joseph's Justice (Guionista/Directora) (1994)
- A Centre for Buffalo Narrows (Guionista/Directora) (1987)
- My Partners My People (Co-productora) (1987)
- Cumberland House (Guionista/Directora) (1986)
- Road to Batoche (Guionista/Directora) (1985)
- Sharing and Education (Guionista/Directora) (1985)
- Red Dress (guionista) (1977)
- Edmonton's Unwanted Women (Guionista/Directora) (1968)

### Radio
- Kiskamimsoo (guionista/entrevistadora) (1973–1974)
- Tea with Maria (guionista/entrevistadora) (1973–1975)
- Batoche 85 (guionista/entrevistadora) (1985)